# العلاقات الألمانية النيجيرية
العلاقات الألمانية النيجيرية هي العلاقات الثنائية التي تجمع بين ألمانيا ونيجيريا.

## مقارنة بين البلدين
هذه مقارنة عامة ومرجعية للدولتين:
| وجه المقارنة                                              | ألمانيا                                                                              | نيجيريا                     |
| --------------------------------------------------------- | ------------------------------------------------------------------------------------ | --------------------------- |
| المساحة (كم2)                                             | 357.41 ألف                                                                           | 923.77 ألف                  |
| عدد السكان (نسمة)                                         | 81.29 مليون                                                                          | 190.89 مليون                |
| الكثافة السكانية (ن./كم²)                                 | 227.44                                                                               | 206.64                      |
| العاصمة                                                   | بون، برلين                                                                           | أبوجا، لاغوس                |
| اللغة الرسمية                                             | اللغة الألمانية                                                                      | لغة إنجليزية، اللغة اليوربا |
| العملة                                                    | يورو، مارك ألماني                                                                    | نيرة نيجيرية                |
| الناتج المحلي الإجمالي (بليون دولار)                      | 3.68 تريليون                                                                         | 375.77 مليار                |
| الناتج المحلي الإجمالي (تعادل القوة الشرائية) بليون دولار | 3.92 تريليون                                                                         | 1.09 تريليون                |
| الناتج المحلي الإجمالي الاسمي للفرد دولار أمريكي          | 41.31 ألف                                                                            | 2.64 ألف                    |
| الناتج المحلي الإجمالي للفرد دولار أمريكي                 | 46.40 ألف                                                                            | 5.91 ألف                    |
| مؤشر التنمية البشرية                                      | 0.926                                                                                | 0.514                       |
| رمز المكالمات الدولي                                      | +49                                                                                  | +234                        |
| رمز الإنترنت                                              | .de                                                                                  | .ng                         |
| المنطقة الزمنية                                           | توقيت وسط أوروبا، ت ع م+01:00، ت ع م+02:00، توقيت أوروبا الوسطى المعياري (ت غ م +1) ‏ | ت ع م+01:00                 |

## مدن متوأمة
في ما يلي قائمة باتفاقيات التوأمة بين مدن ألمانية ونيجيرية:
- ترتبط نورنبرغ مع لاغوس باتفاقية توأمة منذ 1979.

## منظمات دولية مشتركة
يشترك البلدان في عضوية مجموعة من المنظمات الدولية، منها:
| علم المنظمة | اسم المنظمة                                                | تاريخ انضمام ألمانيا | تاريخ انضمام نيجيريا |
| ----------- | ---------------------------------------------------------- | -------------------- | -------------------- |
|             | مؤسسة التمويل الدولية                                      | 20 يوليو 1956        | 30 مارس 1961         |
|             | يونسكو                                                     | 11 يوليو 1951        | 14 نوفمبر 1960       |
|             | العملية المشتركة للاتحاد الأفريقي والأمم المتحدة في دارفور | ?                    | ?                    |
|             | مؤسسة التنمية الدولية                                      | 24 سبتمبر 1960       | 14 نوفمبر 1961       |
|             | المركز الدولي لتسوية المنازعات الاستشارية                  | 18 مايو 1969         | 14 أكتوبر 1966       |
|             | وكالة ضمان الاستثمار متعدد الأطراف                         | 12 أبريل 1988        | 12 أبريل 1988        |
|             | منظمة حظر الأسلحة الكيميائية                               | 29 أبريل 1997        | ?                    |
|             | البنك الإفريقي للتنمية                                     | ?                    | ?                    |
|             | الاتحاد الدولي للاتصالات                                   | 1866                 | 11 أبريل 1961        |
|             | الأمم المتحدة                                              | 18 سبتمبر 1973       | 7 أكتوبر 1960        |
|             | منظمة الشرطة الجنائية الدولية                              | ?                    | ?                    |
|             | البنك الدولي للإنشاء والتعمير                              | 14 أغسطس 1952        | 30 مارس 1961         |
|             | الفريق المعني برصد الأرض                                   | ?                    | ?                    |
|             | الاتحاد البريدي العالمي                                    | 1 يوليو 1875         | ?                    |
|             | منظمة التجارة العالمية                                     | ?                    | ?                    |
|             | المنظمة الهيدروغرافية الدولية                              | ?                    | ?                    |

## أعلام
هذه قائمة لبعض الشخصيات التي تربطها علاقات بالبلدين:
- أديمولا أوكولايا (لاعب كرة سلة ألماني، 10 يوليو 1975 – )
- أليكس كينغ (لاعب كرة سلة ألماني، 20 فبراير 1985 – )
- إيمانويل إيوها (لاعب كرة قدم ألماني، 11 أكتوبر 1997[35] – )
- باتريك أووموييلا (لاعب كرة قدم ألماني، 5 نوفمبر 1979[36] – )
- تشينيدو أوباسي (لاعب كرة قدم نيجيري، 1 يونيو 1986[37] – )
- جوردان تورونارايغا (لاعب كرة قدم ألماني، 7 أغسطس 1997[38] – )
- دينيس آوغو (لاعب كرة قدم ألماني، 14 يناير 1987[39] – )
- ستيفن أريجبابو (لاعب كرة سلة ألماني، 15 فبراير 1972 – )
- سيدني سام (لاعب كرة قدم ألماني، 31 يناير 1988[40] – )
- شينيدو ايدو (لاعب كرة قدم ألماني، 5 فبراير 1987 – )
- فلورنس إيكبو-أوموه (27 ديسمبر 1977 – )
- كيفين أكبوغوما (لاعب كرة قدم ألماني، 19 أبريل 1995[41] – )
- كينغسلي إهيزيبو (لاعب كرة قدم هولندي، 25 مايو 1995[42] – )
- ليون بالوغون (لاعب كرة قدم، 28 يونيو 1988[43] – )
- ميسان هالدين (لاعب كرة سلة ألماني، 7 يوليو 1982 – )

## وصلات خارجية
- موقع وزارة الخارجية الألمانية
- موقع وزارة الخارجية النيجيرية